# Addizionale regionale all'Irpef
L'addizionale regionale all’IRPEF è un’imposta italiana che si applica al reddito complessivo calcolato ai fini dell’IRPEF. Come si evince dalla nomenclatura, si versa in aggiunta all’IRPEF, se quest’ultima risulta dovuta per lo stesso anno fiscale.
È stata introdotta dall’art. 50 del d.lgs. 15 dicembre 1997 n. 446 e, a partire dal 1998, risulta dovuta alla Regione nella quale il contribuente abbia il proprio domicilio fiscale, entro 31 dicembre dell'anno fiscale di riferimento.

## Disciplina del tributo
L’imposta è determinata applicando l’aliquota stabilita dalla Regione e dalla Provincia autonoma in cui il contribuente abbia la residenza, facendo riferimento al reddito complessivo dello stesso e calcolata al netto degli oneri deducibili riconosciuti per l’IRPEF.
L’addizionale regionale è dovuta se per lo stesso anno risulta dovuta l'IRPEF, al netto delle detrazioni riconosciute in relazione ad essa e del credito di imposta relativo agli utili distribuiti da società ed enti e per i redditi esteri. Tuttavia, le persone fisiche sono escluse dal campo di applicazione dell’imposta se esercenti attività d'impresa, arti o professioni, soggette alla disciplina del regime forfettario, contenuta nell’art. 1, commi da 54 a 89 della Legge 23 dicembre 2014, n. 190.
L'aliquota di base dell’addizionale è pari all’1,23% a decorrere dall'anno 2012. Ciascuna Regione e Provincia autonoma, può maggiorare l'aliquota entro i limiti fissati dalla legge statale, con una propria legge da pubblicare nella Gazzetta Ufficiale non oltre il 31 dicembre dell'anno precedente a quello a cui l'addizionale si riferisce.
La disciplina dell’addizionale regionale all'IRPEF è stata ulteriormente integrata dal D.Lgs. n. 68 del 2011, che all’art. 6 ha introdotto delle disposizioni sul federalismo fiscale provinciale e regionale, disposizioni che sono applicabili solo dalle Regioni ordinarie, alle quali è riconosciuta la possibilità di aumentare o diminuire l’aliquota di base.

## Modalità di calcolo
L’addizionale regionale è calcolata sulla base imponibile costituita dal reddito complessivo determinato ai fini IRPEF, al netto degli oneri deducibili riconosciuti ai fini di tale imposta.
Essa è determinata applicando l'aliquota stabilita dalla Regione (una percentuale che varia da un minimo dello 1,23% ad un massimo del 3,33%, per legge statale) in cui il contribuente ha residenza, in relazione al reddito complessivo determinato ai fini dell'imposta sul reddito delle persone fisiche, al netto degli oneri deducibili riconosciuti ai fini di tale imposta.

### Possibilità di variazione
Come esplicitato in precedenza ciascuna Regione, ha la facoltà di aumentare l’aliquotadi base, adottando un provvedimento da pubblicare nella Gazzetta Ufficiale entro il 31 dicembre dell'anno precedente a quello cui l'addizionale si riferisce. La maggiorazione, a partire dall’anno 2015, non può essere superiore a 2,1 punti percentuali.
A proposito, la normativa vigente dispone che:
- la maggiorazione oltre i 0,5 punti percentuali non si applica ai redditi ricadenti nel primo scaglione dei redditi IRPEF;
- nel caso in cui la regione decida di non fissare un’aliquota unica ma opti per una pluralità di aliquote, queste devono essere stabilite esclusivamente in relazione ai medesimi scaglioni di reddito stabiliti per l'IRPEF, nonché diversificate e crescenti in relazione a ciascuno di essi;
- le Regioni possono prevedere detrazioni di imposta a favore dei nuclei familiari, maggiorando quelle previste in relazione all’IRPEF. Inoltre, possono introdurre delle misure di sostegno economico diretto, a favore dei soggetti IRPEF, che, a causa dello scaglione di reddito e della relativa imposta, non possono accedere alla suddetta detrazione. Le Regioni possono stabilire detrazioni dall'addizionale regionale al posto dell'erogazione di sussidi, voucher, buoni servizio e altre misure di sostegno sociale previste dalla legislazione regionale. Queste facoltà sono precluse alle Regioni impegnate nei piani di rientro dal deficit sanitario;
- restano invariati gli automatismi fiscali previsti dalla normativa vigente nel settore sanitario nei casi di squilibrio economico, nonché le disposizioni in materia di applicazione di incrementi delle aliquote fiscali per le regioni sottoposte ai piani di rientro dai deficit sanitari;
- resta fermo il limite della maggiorazione di 0,5 punti percentuali ove la regione abbia disposto la riduzione dell'IRAP.[2]

Le regioni a statuto speciale e le province autonome di Trento e di Bolzano, invece, possono maggiorare l’aliquota di base dell’addizionale  - pari all’1,23% - fino a 0,5 punti percentuali, in quanto per tali autonomie speciali continuano ad applicarsi le disposizioni previste dall’art. 50 del D.Lgs. n. 446 del 1997. A decorrere dall'anno 2014, tale maggiorazione può arrivare fino ad un massimo di 1 punto percentuale, esclusivamente al fine di consentire la predisposizione delle misure di copertura finanziaria degli oneri derivanti dal rimborso delle anticipazioni di liquidità previste dall’art. 3-ter del D.L. n. 35 del 2013.
L'addizionale regionale è versata, in un'unica soluzione, secondo le modalità ed i termini previsti per il versamento delle ritenute e del saldo dell'IRPEF, alla Regione in cui il contribuente ha il domicilio fiscale alla data del 1º gennaio dell'anno cui si riferisce l'addizionale stessa.
L'addizionale regionale all’IRPEF è un tributo proprio derivato, cioè un tributo istituito e regolato dalla legge dello Stato, il cui gettito è attribuito alle regioni che devono, pertanto, esercitare la propria autonomia impositiva entro i limiti stabiliti dalla legge statale.
Il gettito dell'addizionale regionale all’IRPEF concorre, nella misura e nelle forme stabilite dalla legge, al finanziamento del Servizio sanitario nazionale.

## Adempimenti delle Regioni e delle Province autonome
Ai fini della semplificazione delle dichiarazioni e delle funzioni dei sostituti d'imposta e dei centri di assistenza fiscale nonché degli altri intermediari, le Regioni e le Province autonome di Trento e di Bolzano sono tenute ad inviare, per la pubblicazione sul sito informatico www.finanze.gov.it entro il 31 gennaio dell’anno a cui l’addizionale si riferisce, i dati contenuti nei provvedimenti di variazione dell'addizionale regionale, individuati con D.M. 3 aprile 2015, pubblicato nella Gazzetta Ufficiale n. 87 del 15 aprile 2015.
Le Regioni e le Provincie autonome di Trento e di Bolzano per l’inserimento dei suddetti dati devono utilizzare dall’anno 2016, come stabilito dal D.M. 18 dicembre 2015, pubblicato sulla Gazzetta Ufficiale n. 300 del 28 dicembre 2015, un’apposita applicazione denominata “Gestione dell’addizionale regionale all’Irpef”, che è disponibile, previa abilitazione, nell’Area riservata del Portale del Federalismo fiscale.
Il mancato inserimento dei dati rilevanti ai fini dell’determinazione dell’imposta, nel sopracitato sito informatico, comporta l’inapplicabilità di sanzioni e di interessi, come prescritto dall'art. 50, comma 3, del D.Lgs. n. 446 del 1997, in seguito modificato dall'art. 8, comma 3, del D.Lgs. n. 175 del 2014.

## Aliquote
Nella tabella che segue sono riportate le aliquote relative all'anno 2022.
| Regione               | <15.000 € | 15.000,01-28.000 € | 28.000,01-50.000 € | >50.000,01 € |
| --------------------- | --------- | ------------------ | ------------------ | ------------ |
| Abruzzo               | 1,73      | 1,73               | 1,73               | 1,73         |
| Basilicata            | 1,23      | 1,23               | 1,23               | 1,23         |
| Bolzano               | 1,23      | 1,23               | 1,23               | 1,73         |
| Calabria              | 1,73      | 1,73               | 1,73               | 1,73         |
| Campania              | 1,73      | 2,96               | 3,20               | 3,33         |
| Emilia-Romagna        | 1,33      | 1,93               | 2,03               | 2,27         |
| Friuli-Venezia Giulia | 0,70      | 1,23               | 1,23               | 1,23         |
| Lazio                 | 1,73      | 3,33               | 3,33               | 3,33         |
| Liguria               | 1,23      | 1,81               | 2,31               | 2,33         |
| Lombardia             | 1,23      | 1,58               | 1,72               | 1,73         |
| Marche                | 1,23      | 1,53               | 1,7                | 1,73         |
| Molise                | 2,03      | 2,23               | 2,43               | 2,63         |
| Piemonte              | 1,62      | 2,13               | 2,75               | 3,33         |
| Puglia                | 1,33      | 1,43               | 1,63               | 1,85         |
| Sardegna              | 1,23      | 1,23               | 1,23               | 1,23         |
| Sicilia               | 1,23      | 1,23               | 1,23               | 1,23         |
| Toscana               | 1,42      | 1,43               | 1,68               | 1,73         |
| Trento                | 1,23      | 1,23               | 1,23               | 1,73         |
| Umbria                | 1,23      | 1,62               | 1,67               | 1,83         |
| Valle d'Aosta         | 1,23      | 1,23               | 1,23               | 1,23         |
| Veneto                | 1,23      | 1,23               | 1,23               | 1,23         |

### Agevolazioni[3]
- Basilicata: aliquota ridotta dell'1,23% in caso di due o più figli, fiscalmente a carico o nel caso di figli a carico di più soggetti, se la somma dei redditi è compresa tra 55.000-75.000 euro.
- Bolzano: deduzione di 28.000 euro per tutti i contribuenti; detrazione di 252 euro per ogni figlio a carico di contribuenti con un reddito fino a 70.000 euro
- Lazio: aliquota dell'1,73% per
  - soggetti con un reddito fino a 35.000 euro;
  - soggetti con un reddito fino a 50.000 euro, con tre figli a carico (qualora i figli siano a carico di più soggetti, la somma dei redditi deve essere inferiore a 50.000 euro; la soglia è innalzata di 5.000 euro per ogni figlio a carico oltre il terzo);
  - soggetti con un reddito fino a 50.000 euro, con a carico uno o più figli portatori di handicap.
  - ultrasettantenni portatori di handicap appartenenti ad un nucleo familiare con un reddito imponibile fino a 50.000 euro.
- Liguria: aliquota dell'1,23% che si applica ai soggetti provenienti da altre regioni italiane o estero di età inferiore ai 45 anni che trasferiscono la propria residenza in Liguria.
- Piemonte: detrazione di 250 euro per ogni figlio portatore di handicap a carico e 300 euro per i contribuenti con più di tre figli a carico (+ 100 euro per ogni ulteriore figlio).
- Puglia: detrazione di 20 euro per ogni figlio a carico e 375 euro per ogni figlio portatore di handicap per i contribuenti con più di tre figli a carico.
- Sardegna: detrazione di 200 euro per ogni figlio minorenne a carico (300 euro per i figli con handicap) per soggetti con un reddito imponibile fino a 55.000 euro.
- Trento: deduzione di 20.000 euro ai contribuenti con un reddito imponibile fino a 20.000 euro.
- Veneto: aliquota dello 0,9% per i soggetti disabili con un reddito imponibile fino a 45.000 euro e per i contribuenti con un familiare disabile a carico e con reddito imponibile fino a 45.000 euro (se la persona disabile è a carico di più soggetti, l'aliquota dello 0,9% si applica se il reddito complessivo è inferiore a 45.000 euro).

## Novità introdotte dalla Legge di Bilancio 2022[4][6]
Alla luce delle novità in materia di scaglioni IRPEF introdotte dalla Legge di Bilancio 2022 a decorrere dal 1º gennaio 2022, anche Regioni e Province autonome sono chiamate a rivedere le regole relative alle addizionali, per effetto della riformulazione del TUIR.
Le aliquote delle addizionali regionali IRPEF dovranno quindi essere conformate alla nuova formulazione degli scaglioni di reddito prevista dalla Legge di Bilancio 2022, e l’inserimento sul portale del Federalismo Fiscale dovrà avvenire entro il 16 maggio.
Nessuna nuova legge è richiesta a Regioni e Province autonome che intendono invece applicare l’aliquota unica.
Sono questi i chiarimenti forniti dal Dipartimento delle Finanze del MEF, con la risoluzione n. 2/DF pubblicata il 1º febbraio 2022.

### Aliquote dell'addizionale regionale da aggiornare entro il 31 marzo
A norma del comma 5, articolo 1 della legge n. 234/2021, il termine previsto per la determinazione delle aliquote IRPEF regionali è fissato in via esclusiva al 31 marzo 2022 per l’anno in corso, in luogo dell’usuale termine del 31 dicembre previsto dal comma 3, articolo 50 del decreto legislativo n. 446/1997.
Le Regioni e le Province autonome avranno quindi ancora due mesi circa di tempo per adeguare le aliquote dell’addizionale IRPEF ai nuovi scaglioni di reddito previsti dalla Legge di Bilancio 2022.
Sui tempi e sui casi in cui è obbligatoria l’adozione di un nuovo provvedimento di legge da parte degli Enti è intervenuto il Dipartimento delle Finanze del MEF, con la risoluzione n. 2/DF pubblicata il 1º febbraio 2022.
Le aliquote IRPEF regionali dovranno essere adattate ai nuovi scaglioni di reddito, così rideterminati dalla Legge di Bilancio a decorrere dal 1º gennaio 2022:
- fino a 15.000 euro;
- oltre 15.000 euro e fino a 28.000 euro;
- oltre 28.000 euro e fino a 50.000 euro;
- oltre 50.000 euro.

Quindi, le aliquote dell’imposta devono essere modellate sulla base degli scaglioni di reddito stabiliti a livello statale per l’applicazione dell’imposta sul reddito delle persone fisiche, al fine di assicurare la razionalità del sistema tributario e la salvaguardia dei criteri di progressività.
Si tratta di un principio stabilito dal comma 4 dell'articolo 6 del decreto legislativo n. 68/2021 che rende necessario un adeguamento della disciplina del tributo, mediante apposita legge regionale da pubblicare nel bollettino ufficiale entro il termine del 31 marzo 2022.
A questa scadenza segue il termine previsto per la trasmissione dei dati al Ministero di Economia e Finanza, ai fini della pubblicazione sul portale del Dipartimento delle Finanze, fissato al 13 maggio 2022.

## Normativa
- D.Lgs 15 dicembre 1997, n. 446
- D.Lgs. 4 dicembre 1997, n. 460
- Legge 30 dicembre 2004, n. 311
- Legge 27 dicembre 2006, n. 296
- Legge 5 maggio 2009, n. 42
- Legge 23 dicembre 2009, n. 191
- Legge 23 dicembre 2014, n. 190
- D.Lgs. 3 luglio 2017, n. 117